# Nación Libre de Ábaco
La Nación Libre de Ábaco (llamada  en inglés Free Nation of Abaco) fue un intento de creación de una micronación cuya forma de gobierno sería la del Libertarismo.

## Localización
Estaba situada en las Islas Ábaco.

## Historia
Cuando las Bahamas estaban a punto de ganar su independencia del Reino Unido, un gran número de residentes blancos de las Islas Ábaco no aprobaban el tener que vivir bajo un gobierno formado por mayoría de residentes negros. En junio de 1973, un mes antes de la independencia prevista, la fundación  Phoenix Foundation aportó ayuda monetaria al Movimiento de Independencia Abaco (AIM) de Chuck Hall y Bert Williams, que trató de hacer Ábaco independiente de las Bahamas, con la esperanza de crear una región libertaria. Con el apoyo financiero de dicha Phoenix Foundation, que también ayudó a crear la República de Minerva, AIM publicó un boletín informativo, The Abaco Independent. El plan fue frustrado por el gobierno independiente de Bahamas en 1977. cuando la fundación libertaria dejó de dar su apoyo al movimiento.